# Pfund Grote
Pfund Grote (ndl. Pond groot) ist eine aus dem flämischen Groot abgeleitete Rechnungseinheit für das Pfund, wobei 1 Pfund zu 240 Grote gerechnet wird.
Der kurz nach 1302 erstmals in Flandern geprägte Groot – die wichtigste Silbermünze des Spätmittelalters – wurde zwischen 1317 und 1319 zur Grundlage des flämischen Rechengeldes. Damit löste er den Pariser Pfennig (Denier Parisis) ab, der bis dahin als Grundmünze gedient hatte. Nachdem das Pfund Grote im 15. Jahrhundert Konkurrenz durch ein zu 40 Grote gerechnetes Pfund erhalten hatte, erfüllten beide Rechenmünzen im 16. und 17. Jahrhundert unterschiedliche Funktionen: In Pfund zu 240 Grote rechnete der Großhandel, in Pfund zu 40 Grote der Detailhandel.